# Mitología ohlone
La mitología de los nativos americanos de Ohlone Costanoan, del norte de California incluye mitos de la creación, así como otras narraciones antiguas que contienen elementos de sus sistemas de creencias espirituales y filosóficas, y su concepción del orden mundial. Sus mitos describen seres antropomórficos sobrenaturales con los nombres de aves y animales regionales, especialmente el águila, el coyote que es el ancestro de la humanidad y un espíritu embaucador y un colibrí.
La mitología Chochenyo (Chocheño) del área de la Bahía de San Francisco tiene una fuerte figura de héroe cultural llamada «Kaknu», el nieto del coyote, que es antropomórfico y se asemeja mucho a un halcón peregrino.

## Historias de creación

### Rumsen (Coyote, Eagle, Hummingbird)
El mito de la creación de «One Ohlone» comienza con la desaparición del mundo anterior: cuando fue destruido, el mundo estaba completamente cubierto de agua, aparte de un único pico, «Pico Blanco», al norte de Big Sur, en la versión de Rumsien —o Monte Diablo en la versión del norte de Ohlone— en la que se encontraban Coyote, Hummingbird y Eagle. Cuando el agua se puso de pie el águila los llevó a todos a la Sierra de Gabilin, cerca de Fremont, donde esperaron a que el agua baje y que el mundo se seque. «Coyote» fue enviado a investigar y descubrió que ya estaba seco.
Después del diluvio, el águila condujo a Coyote hasta una hermosa niña dentro o en el río y le indicó que ella será su esposa para que la gente pueda ser criada nuevamente. Eagle le dio instrucciones a Coyote sobre cómo dejarla embarazada en su vientre. Esta primera esposa quedó embarazada al comerse uno de los piojos de Coyote, pero tuvo miedo y comenzó a correr. Coyote no pudo persuadirla ni atrasarla, corrió hacia el océano con Coyote persiguiéndola, saltó al océano y se convirtió en una pulga de arena o en  camarones.
Coyote se casó con una segunda esposa y esta vez tuvo hijos que se convirtieron en la gente «Ohlone». Así es como la gente se crio de nuevo. El Coyote enseñó a la humanidad las artes de la supervivencia.

### Rumsen (águila y halcón)
Otro mito de la creación comienza con la tierra inundada en agua. «Eagle» le dice a «Hawk» que se sumerja en las aguas de la inundación para encontrar algo de tierra. Hawk se zambulle pero no logra encontrar tierra el primer día. Lo intenta de nuevo la mañana siguiente, esta vez sosteniendo una pluma arrancada del centro de la cabeza de Eagle. La pluma crece y ayuda a Hawk a llegar a la tierra bajo las aguas. El agua eventualmente retrocedió.

### Chochenyo (Coyote y nieto Kaknu)
Los mitos de  Chochenyo describen a las «Primeras personas» o «Personas de las primeras horas» como seres antropomórficos sobrenaturales con los nombres de aves y animales regionales. De los mitos fragmentados que se registran, el «Coyote» era el ser supremo:
«El Coyote era wetes, el que mandaba. Él era nuestro Dios, el Dios de todo el mundo».
Coyote fue el abuelo, compañero y asesor del héroe mítico de Chochenyo, el Kaknu. Kaknu era otro ser antropomórfico, descrito como un  ave depredadora, que se asemeja más a un halcón peregrino.

## Hacer que el mundo sea seguro

### Chochenyo (Kaknu lucha contra el cuerpo de piedra)
Finalmente, cuando «Kaknu» ya no quería pelear con nadie, se convirtió en una paloma y entró en la tierra. Kaknu se zambulló en la tierra doblando sus alas, y fue a enfrentarse al «Cuerpo de Piedra» llamado Wiwe. Body of Stone —cuerpo de piedra— era el señor subterráneo de la tierra, descrito como un hombre con un cuerpo de piedra, que alimentaba a las personas con sus sirvientes. Su terreno estaba salpicado de huesos. El Cuerpo de Piedra tenía cautivos a muchos de los «hombres» de Kaknu y ayudaron a Kaknu en una batalla épica. Cuando Kaknu disparó al Cuerpo de Piedra en el cuello y el ombligo con todas sus flechas,  «Cuerpo de Piedra» murió y estalló en pedazos y se convirtió en todas las rocas esparcidas por todo el mundo. Kaknu hizo las paces con la gente en este otrora hostil subterráneo.

## Historias de muerte y más allá

### Chochenyo (Tierra de los Muertos)
Según el Chochenyo, la muerte fue creada por Coyote para que las personas tuvieran suficiente para comer, pero esto significaba que «Kaknu tuvo que tomar el camino a la tierra de los muertos ... la gente siguió su ejemplo».

Según el mismo Chochenyo, la «Tierra de los Muertos» solo tenía un camino y un hombre que recibe los espíritus entrantes. Hay espuma blanca como el mar y antes de esto hay dos pedazos de madera humeantes y ardientes y dos piedras huecas, una llena de agua, y la otra con una sustancia azucarada, donde los espíritus pueden beber y comer antes de sumergirse en la espuma. La madera en llamas es una advertencia, el tipo de advertencia no elaborada.

## Contexto
Estos mitos han sido llamados «fragmentos de historias» incompletas sobre la creación del mundo. Comparten algunos elementos con las personas vecinas en el centro y norte de California, como la mitología Miwok. La gente de  Bay Miwok también creía que el mundo comenzó con agua que rodeaba la montaña más alta de la región del «Monte del Diablo». Los mitos de Ohlone contienen numerosas similitudes con la mitología y cosmogonía de Yokuts.